# Futsal Topsport Antwerpen
Il Futsal Topsport Antwerpen è un club belga di calcio a 5 con sede ad Anversa.

## Storia
La società è nata nel maggio del 2007 dalla fusione tra la Forcom Anversa (già "Transport Lauwers Ranst" e "TLR Antwerpen 2000") e il Borgerhout. Due anni più tardi la società assorbe anche lo RSD Edegem, all'epoca sponsorizzato "RS Decoratie".

## Palmarès
- Campionato belga: 1
2011-12
- Coppa del Belgio: 1
2010-11